# 베독사우스역

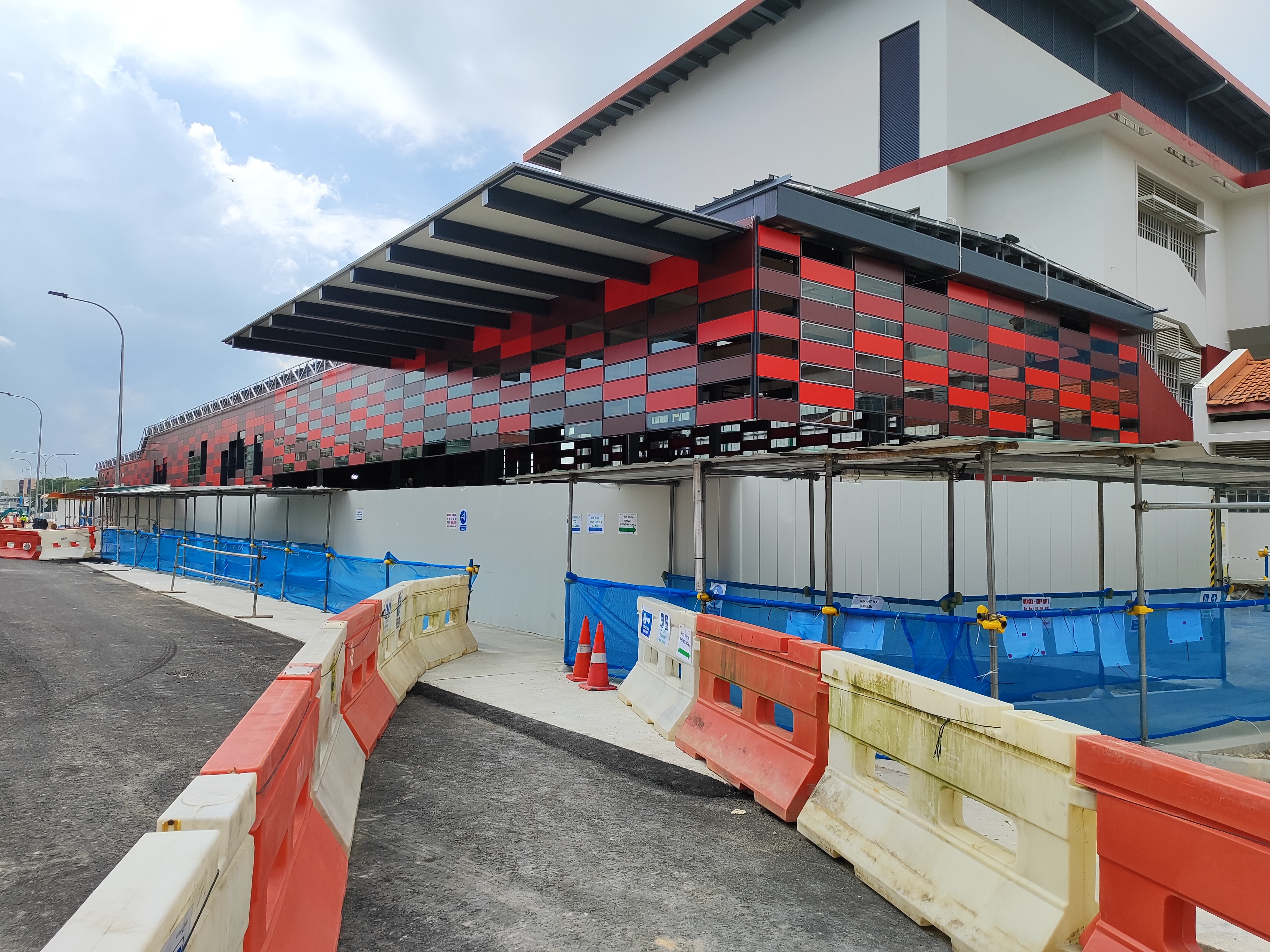
완공을 앞두고 있는 베독사우스역 입구

베독사우스역(Bedok South MRT station)은 싱가포르 베독 계획 지역의 톰슨-이스트 코스트선에 있는 미래의 지하 고속철도역이다.
이 역은 어퍼이스트코스트로드(Upper East Coast Road)와 베독 사우스 로드(Bedok South Road)가 교차하는 테마섹 중학교(Temasek Secondary School) 옆에 위치하게 된다.